# Wuhan Center
Wuhan Centre (chinês tradicional: 武漢中心, chinês simplificado: 武汉中心, pinyin: Wǔhàn Zhōngxīn) é um arranha-céu super alto em construção perto da estação do Centro Financeiro de Wuhan no distrito de Jianghan, Wuhan, Hubei, China. O arranha-céu está em construção desde 2009 e deve ser concluído em 2017. A torre foi inaugurada em 16 de abril de 2015. Atualmente, é o edifício mais alto da China central e o primeiro edifício em Wuhan a ultrapassar os 400 metros (438 metros).